# Barbara Cartland
Pour les articles homonymes, voir Cartland.
Œuvres principales
- 723 romans

Barbara Cartland, de son nom complet Mary Barbara Hamilton Cartland, née le 9 juillet 1901 à Edgbaston (ancienne ville faisant maintenant partie de Birmingham), morte le 21 mai 2000 à Hatfield dans le Hertfordshire, est une femme écrivain britannique spécialisée dans les romans d'amour se déroulant durant l'époque victorienne.
Elle est une des auteurs les plus prolifiques du XXe siècle et a écrit 723 romans traduits dans 38 langues, faisant d'elle le cinquième auteur le plus traduit dans le monde. Ses ventes de livres sont estimées à plus de 750 millions d'exemplaires, certaines sources avançant même le chiffre de deux milliards.

## Biographie
Née en 1901, elle est l'aînée des trois enfants d'un officier de l'armée britannique, le major Bertram Cartland, et de son épouse, Mary — dite Polly — Hamilton Scobell, et grandit dans le confort d'une famille aisée de la bourgeoisie britannique. Sa famille a connu des revers de fortune après une spéculation imprudente de son grand-père paternel, James Cartland, et une faillite provoquant son suicide. Ce grand-père était financier, homme d'affaires et propriétaire d'une fonderie. Son père, le major Cartland, est tué peu de temps après sur un champ de bataille de la Flandre au cours de la Première Guerre mondiale. Sa mère, la veuve du major Cartland est alors contrainte d'ouvrir un magasin de vêtements à Londres, afin d'assurer l'éducation et la subsistance de ses trois enfants, dont les deux plus jeunes, Anthony et Ronald, périssent tous deux en 1940, à un jour d'intervalle, dans les combats de la Seconde Guerre mondiale. Cette origine bourgeoise ne l’a pas empêchée de répondre ultérieurement à un intervieweur qui lui demande si elle pense que les barrières de classe ont disparu : « bien sûr que oui - sinon, pourquoi diable pensait-il que quelqu'un comme elle parlerait à quelqu'un comme lui ? ».
Après avoir fréquenté le Malvern Girls' College puis Abbey House, un établissement éducatif situé dans le Hampshire, Barbara Cartland devient journaliste à succès au Daily Express, se spécialisant dans les chroniques de « potins ». Parallèlement, elle se lance dans la littérature populaire et publie son premier roman, Jigsaw (« Puzzle » en français), en 1923 traduit en six langues. Dès lors, elle n'arrête plus d'écrire et cette chronique amoureuse dans les beaux-quartiers n’est que le début d’une longue série de romans sentimentaux, aux intrigues récurrentes : de chastes jeunes filles rencontrent l’amour et la fortune auprès d’hommes virils qui finissent toujours par les épouser.
Selon une nécrologie publiée le 22 mai 2000 dans le London Telegraph, Barbara Cartland a rompu ses premières fiançailles avec un officier des gardes, après s'être renseignée sur la vie privée de celui-ci.
Elle se remet toutefois de sa déception et est ensuite l'épouse, de 1927 à 1932, d'Alexander George McCorquodale, ancien officier de l'armée britannique et riche héritier (il était le fils du président  de la plus grande société d’impression du pays), avec lequel elle a une fille, Raine, élue « débutante de l'année » en 1947, et qui défraye plus tard la chronique après être devenue la seconde épouse d'Edward Spencer, 8e comte Spencer et, par conséquent, belle-mère de Diana Spencer (future princesse de Galles), avec laquelle sa mésentente a été publique. Quand Diana se sépare du prince Charles, elle semble culpabiliser : « C'est de ma faute, elle a trop lu mes livres où chacun finit par vivre heureux jusqu'à la fin des temps ».
Après son divorce, Barbara Cartland se remarie, en 1936, avec Hugh McCorquodale, cousin de son ex-mari, et soupçonné par celui-ci d'avoir été précédemment l'amant de Barbara durant leur mariage. Ceci fait d’elle la grand-mère par alliance de Lady Di. De ce second mariage naissent deux garçons, Ian et Glen. Elle est faite en 1941, pendant la Seconde Guerre mondiale, commandant junior à titre honorifique du Women's Royal Army Corps, et devient responsable de l'assistance de 20 000 auxiliaires féminines militaires. Membre du parti conservateur, elle est conseillère municipale pendant neuf ans dans les années 1950. Elle s'élève aussi contre la pornographie, proclamant : « il n'y a rien de pire que le sexe, cet horrible sexe, horrible ». Connue pour son excentricité, Lady Cartland vit au Manoir Tudor de Camfield Place, dans le Hertfordshire, à trente kilomètres de Londres, et continue à écrire de manière inlassable.
Elle rencontre l'illustrateur Francis Marshall à un déjeuner littéraire et lui propose de réaliser une couverture pour un de ses livres ; il en dessine plus de 200 surtout pour des éditions en anglais.
Dès 1972, elle entre dans le livre Guinness des records pour le nombre de livres vendus. En 1988, Barbara Cartland reçoit la Médaille de Vermeil de la ville de Paris. C'est pourquoi elle est surnommée « la reine incontestée du roman sentimental », « la reine du roman à l'eau de rose » et même « l'autre reine d’Angleterre ».
En plus d'être un auteur à succès, elle est connue pour une allure excentrique, un maquillage outrancier et un goût immodéré de la couleur rose, étant toujours vêtue de tenues vaporeuses de couleur pastel, mais aussi rose bonbon, arborant une coiffure très artificielle et très élaborée, ainsi qu'un maquillage habituellement réservé aux comédiens jouant sur une scène de théâtre sous la lumière crue des projecteurs, portant des bijoux ostensibles, vrais ou faux (colliers, boucles d'oreilles, bagues, etc.) et généralement accompagnée de son chien pékinois.
En dépit de cet aspect du personnage, souvent considéré « ridicule » par ses extravagances, l'image de Barbara Cartland en tant qu'« expert » auto-proclamé de l'idylle en roman est renforcé par le considérable succès de ses ouvrages, dont le total des ventes dépasserait un milliard d'exemplaires.
Elle meurt à l'âge de 98 ans, le 21 mai 2000.

## Caricature
Barbara Cartland est caricaturée dans le film She-Devil, la diable de Susan Seidelman sorti en 1989. Meryl Streep joue le rôle de Mary Fisher, une romancière à succès qui emprunte beaucoup à Barbara Cartland mais aussi à Danielle Steel.
Le personnage de Barbara Cartland a également inspiré la bande dessinée Le rose vous va si bien de Véronique Grisseaux et Eva Rollin, parue en 2016 : BD qui lui rend hommage et la met en scène avec humour, en interaction avec les personnages d'une de ses histoires en cours d'écriture.

## Œuvres

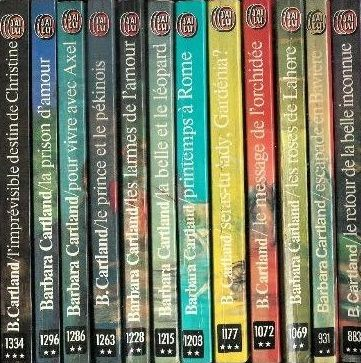
Quelques ouvrages en français de Barbara Cartland.

Toutes ses œuvres n'ont pas pu être traduites en français mais de nombreux titres ont été traduits.